# Máscara protectora autofiltrante
Las máscaras protectoras autofiltrantes son un tipo de mascarilla que cubre la nariz y la boca y, que sirve para filtrar las partículas del aire, según las normas europeas EN 143 y EN 149. Se utilizan en la industria y como respiradores/mascarillas quirúrgicas, así como en epidemias, para evitar enfermedades contagiosas e intrahospitalarias. Existen tres tipos con diferentes niveles de protección: las FFP1, FFP2 y FFP3. Sin embargo provoca pequeños problemas de salud a largo plazo, como sequedad ocular, por el aire exhalado que sube a los ojos, o sequedad en la piel.[cita requerida]

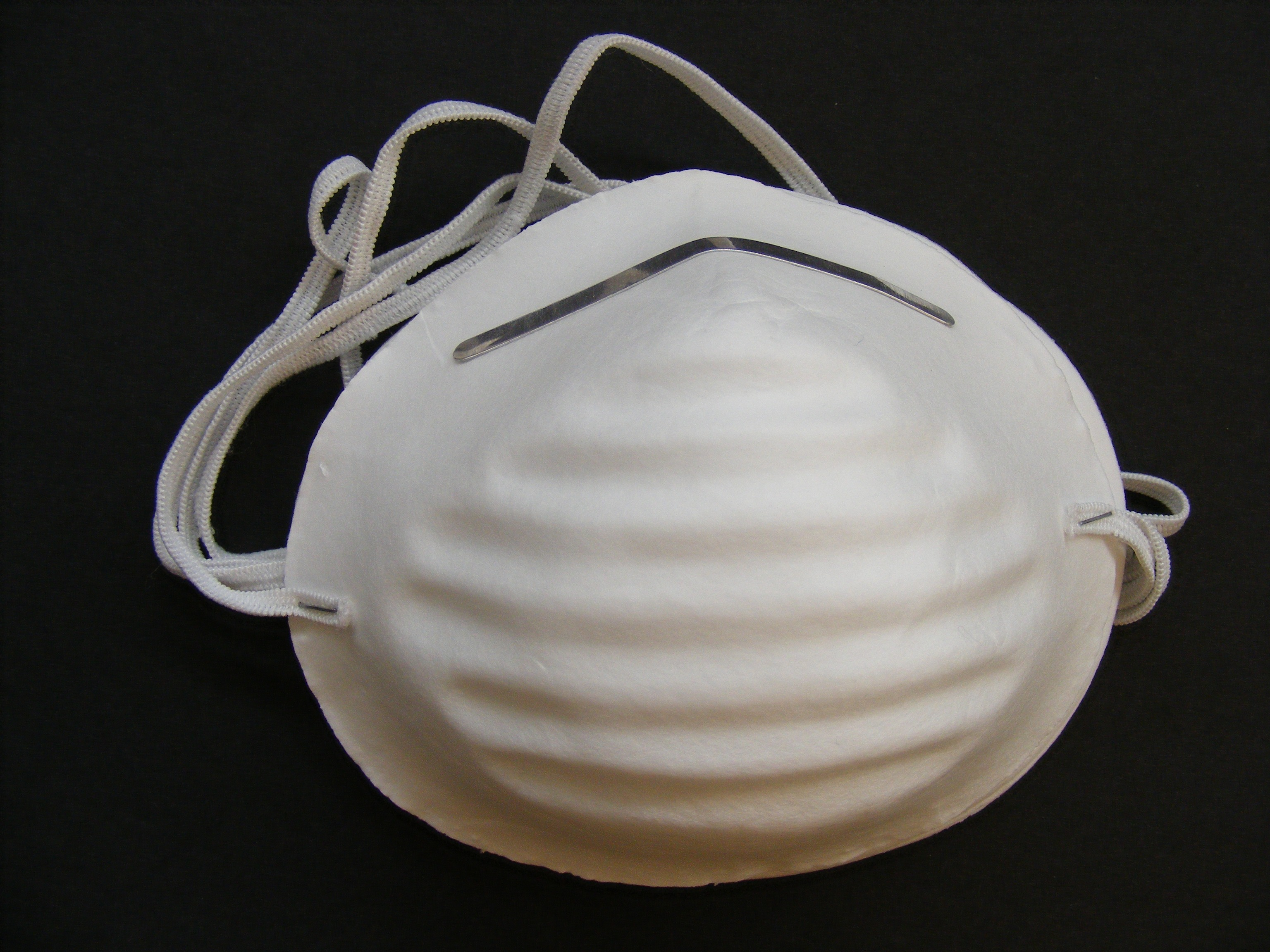
Mascarilla FFP1
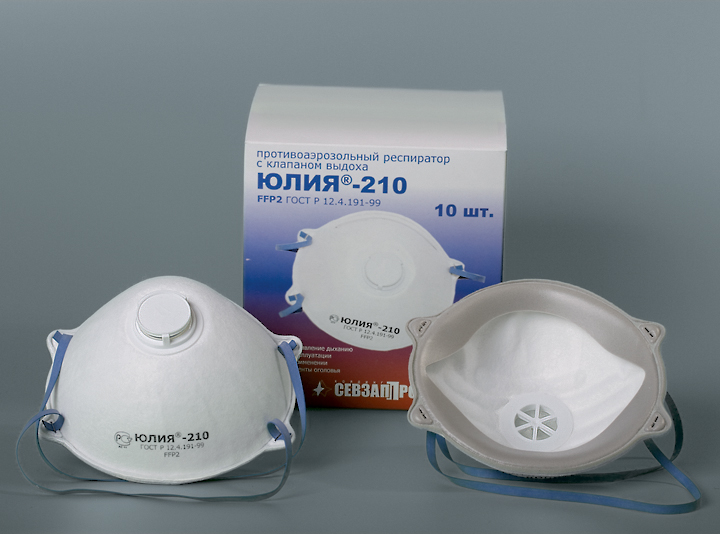
Mascarillas FFP2, en su variedad con válvula de exhalación.
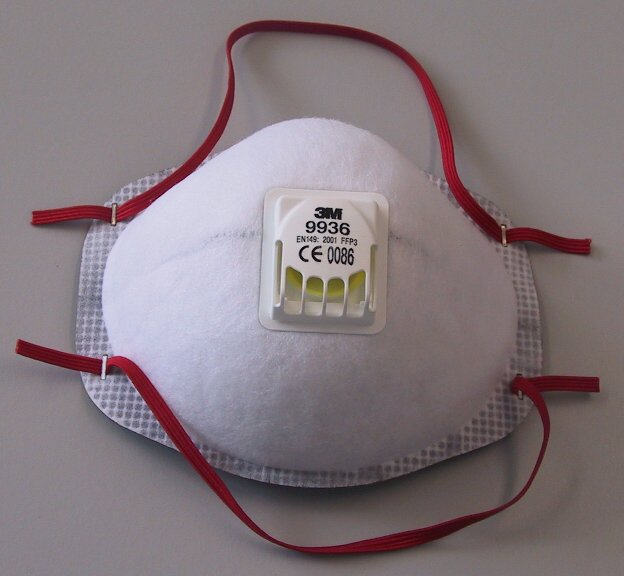
Mascarilla FFP3, en su variedad con válvula de exhalación.

## Tipos de mascarillas según normas europeas FFP
La normativa europea EN 143 define las mascarillas por el tipo de filtros de partículas que se pueden acoplar o caracterizar a una máscara quirúrgica o industrial facial:  P1 (80% filtrado), P2 (94% de filtrado), y P3 (99% de filtrado).
Tanto la norma europea EN 143 como la EN 149 prueban la penetración de los filtros con aerosoles secos con cloruro de sodio y aceite de parafina después de almacenar los filtros a 70 °C y -30 °C durante 24 h cada uno. Las normas incluyen pruebas de resistencia mecánica, resistencia a la respiración y obstrucción. EN 149 prueba la fuga hacia el interior entre la máscara y la cara, donde diez sujetos humanos realizan 5 ejercicios cada uno y para 8 individuos el promedio medido de fuga hacia el interior no debe exceder el 22%, 8% y 2% respectivamente.
La norma europea EN 149 define las siguientes clases de "medias máscaras filtrantes parciales" (Filtering Half Masks) o "piezas faciales filtrantes" (Filtering Face Pieces, FFP), es decir, respiradores construidos total o totalmente con material filtrante:
| Clase | Límite de penetración del filtro (a 95 L/min de flujo de aire)     | Flujo hacia dentro | Uso |
| ----- | ------------------------------------------------------------------ | ------------------ | --- |
| FFP1  | Filtra al menos el 80% de las partículas transportadas por el aire | <22%               | Antipolvo |
| FFP2  | Filtra al menos el 94% de las partículas en el aire                | <8%                | Contra los virus influenza, coronavirus, Yersinia pestis o tuberculosis, así como los usos indicados en FFP1 |
| FFP3  | Filtra al menos el 99% de las partículas en el aire                | <2%                | Contra partículas muy finas de asbesto y cerámica, procedimientos médicos que generen aerosoles (intubación endotraqueal, broncoscopia, lavado bronocoalveolar, ventilación manual previa a la intubación, ventilación no invasiva o traqueotomía) y usos señalados de FFP2 y FFP1 |